# Leiophron angifemoralis
Leiophron angifemoralis är en stekelart som först beskrevs av Van Achterberg och Pablo C. Guerrero 2003.  Leiophron angifemoralis ingår i släktet Leiophron och familjen bracksteklar. Inga underarter finns listade i Catalogue of Life.